# Kjell Rehnström
Kjell Rehnström (ur. 15 stycznia 1938 w Uppsali) – szwedzki tłumacz, slawista, leksykograf, interlingwista.

## Życiorys
Studiował języki słowiańskie, przez wiele lat pracował jako tłumacz w Polsce. Po powrocie do Szwecji przetłumaczył szereg pozycji literackich, m.in. powieść Czesława Miłosza Dolina Issy. Jednocześnie pracuje jako nauczyciel szwedzkiego w środowiskach imigrantów. Jest również tłumaczem literatury na język interlingua.